# ラドラム鉄鉱
ラドラム鉄鉱（ラドラムてっこう、英語: Ludlamite、化学式：(Fe,Mn,Mg)
3(PO
4)
2 · 4H2O）は、希少なリン酸塩鉱物の一種。最初に記載されたのは、1877年にイギリス・イングランドのコーンウォールにあるホイールジェーンで発見されたものである。鉱物の名は、イギリスの鉱物収集家で発見者の友人である、ヘンリー・ラドラム（Henry Ludlam、1824–1880）にちなむ。

## 生成
花崗岩質ペグマタイトの中で、酸化還元反応により、初期のリン酸塩鉱物の熱水変質生成物として生じる。共存鉱物はウィットロッカイト、藍鉄鉱、トリプロイド石、トリプル石、 トリフィライト、菱鉄鉱、ホスホフェライト（phosphoferrite）、フェアフィールダイト（fairfieldite）、燐灰石である。

## 産地
最初の発見地であるコーンウォールの鉱山は1992年を最後に休止しており、市場に出回るラドラム鉄鉱は、ほとんどがアメリカかボリビアで産出したものである。欧米の鉱物収集家に人気の鉱物であるが、モース硬度が3.5のため、宝石としては利用されない。
日本では栃木県日光市の足尾鉱山が唯一の産地である。

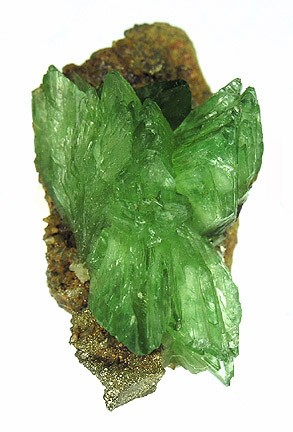
ボリビア・オルロ県産
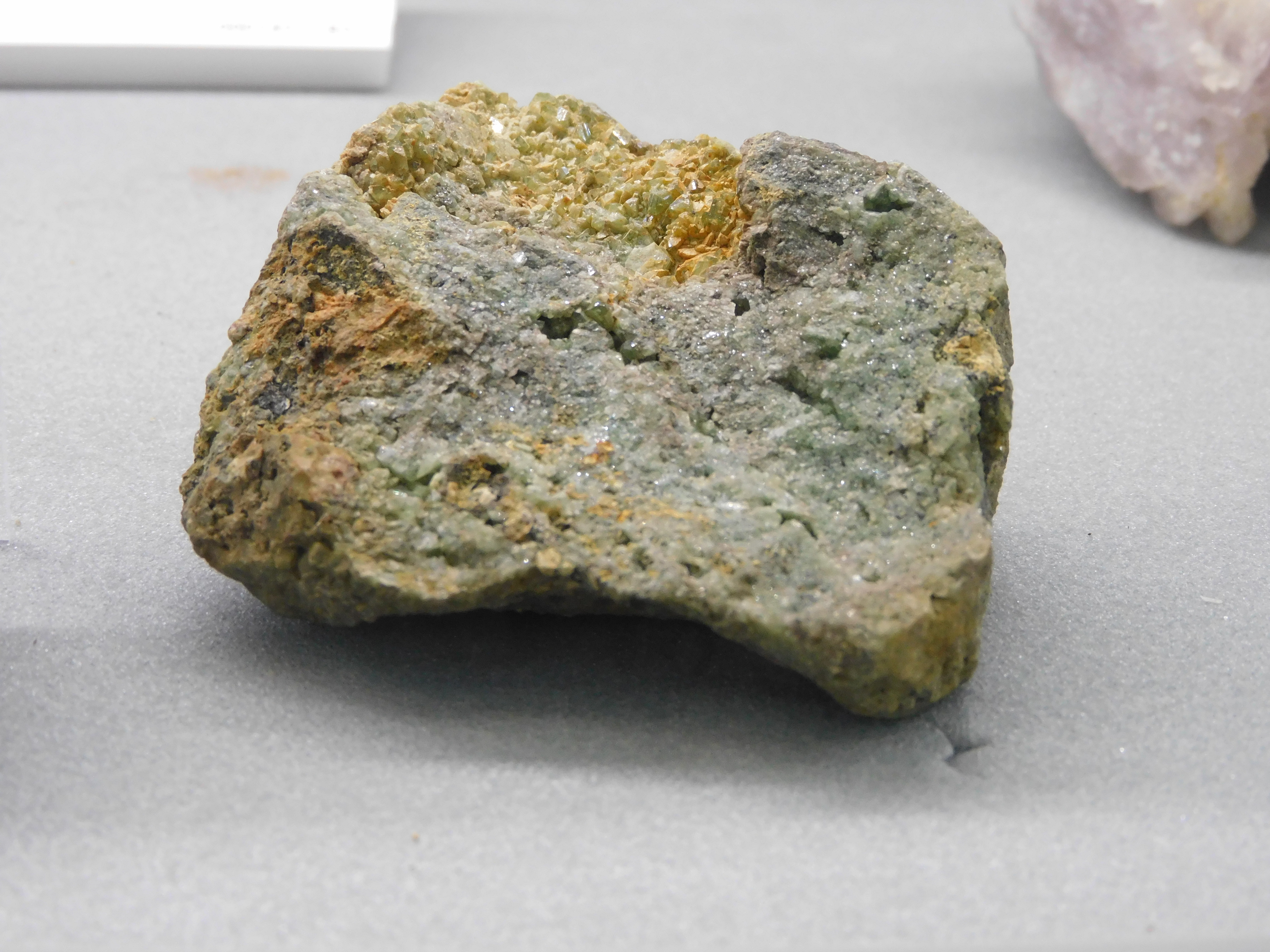
足尾鉱山産（栃木県立博物館所蔵）